# 普瓦尼
普瓦尼（法語：Poigny，法語發音：[pwaɲi] ⓘ）是法国塞纳-马恩省的一个市镇，属于普罗万区。

## 地理
普瓦尼（48°32'21"N, 3°16'57"E）面积6.02 平方千米，位于法国法蘭西島大區塞纳-马恩省，该省份为法国北部内陆省份，北起瓦兹省，西接埃松省、马恩河谷省、塞纳-圣但尼省和瓦兹河谷省，南至卢瓦雷省，东南接约讷省，东临马恩省和奥布省，东北接埃纳省。
与普瓦尼接壤的市镇（或旧市镇、城区）包括：小沙洛特尔、普罗万、圣科隆布、维莱讷莱普罗万。

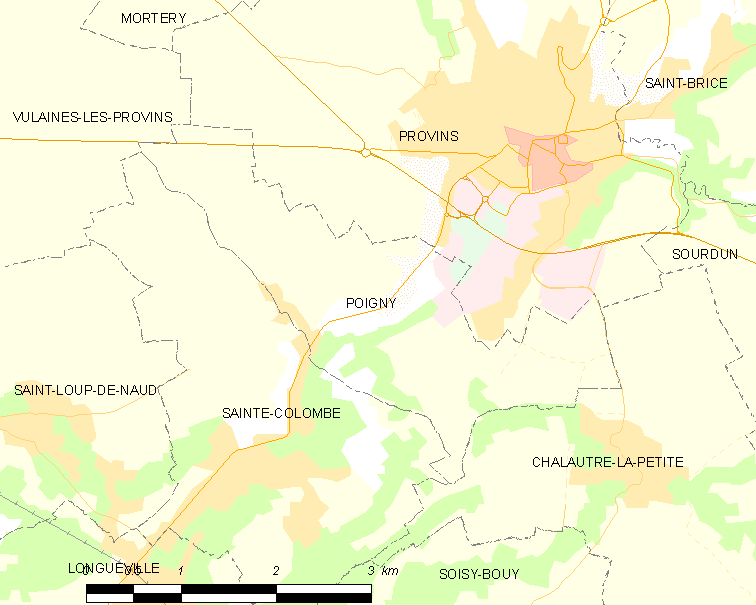
普瓦尼的OSM定位图

普瓦尼的时区为UTC+01:00、UTC+02:00（夏令时）。

## 行政
普瓦尼的邮政编码为77160，INSEE市镇编码为77368。

## 政治
普瓦尼所属的省级选区为普罗万县。

## 人口

1962-2008年间普瓦尼人口变化图示

普瓦尼于2022年1月1日时的人口数量为505人。